# Provinciale weg 837
De N837 is een provinciale weg in Gelderland. De weg verbindt Indoornik met Arnhem-Zuid via de A50 bij Heteren. Het Overbetuwse deel van de N837, de weg van Indoornik naar Arnhem, heet achtereenvolgens Nijburgsestraat, Boterhoeksestraat, Polderstraat en Cora Baltussenallee. Het Arnhemse deel heet de Metamorfosenallee.

## Geschiedenis
Het westelijke deel, tussen Indoornik en de A50, bestaat al sinds de jaren '50. Deze route loopt vanaf de N836 bij Indoornik via Heteren naar het bedrijventerrein Poort van Midden-Gelderland.
Het oostelijke deel, tussen de A50 en Arnhem, bestaat pas sinds 2010. De provincie Gelderland startte in september 2008 met de aanleg van het oostelijke deel naar de zuidelijke wijken van Arnhem. De weg heeft een breedte van 7,5 meter en is daarmee iets breder van een gemiddelde N-weg. De gehele weg is gesloten voor langzaam verkeer. Vanaf de A50 gaat deze weg in oostelijk richting naar Arnhem. Ongeveer halverwege de weg ligt een rotonde, zodat Driel bereikt kan worden. Daarna kruist de N837 de Grote Molenstraat op een met verkeerslichten beveiligde kruising, kort daarna volgt de bebouwde kom van Arnhem. Vlak na de komgrens volgt er een rotonde, waarna de weg eindig bij een tweede rotonde nabij station Arnhem Zuid. Bij deze beide rotondes kruist de N837 de rondweg van de Arnhemse nieuwbouwwijk Schuytgraaf.